# Battaglia di La Flocellière
La battaglia di La Flocellière è stata una battaglia della terza guerra di Vandea combattuta dal 14 novembre 1799 a La Flocellière.

## La battaglia
Il 13 novembre 1799, un esercito di 900 vandeani comandata dal marchese di Grigon, che era appena succeduto a Charles Sapinaud alla testa dell'esercito del centro si presentò La Flocellière che era appena stata lasciata dal generale Jean-Pierre Travot.
Il giorno dopo delle truppe repubblicane venute da Pouzauges e da La Châtaigneraie si lanciarono all'attacco dei vandeani, ma questi ultimi riuscirono a respingerli dopo avere ucciso 40 uomini ai repubblicani.